# Aleksander Załuski (1608–1693)
Aleksander Załuski (ur. 1608, zm. 19 czerwca 1693 roku) – wojewoda rawski od 1676 roku, kasztelan rawski w 1674 roku, podkomorzy rawski w 1665 roku, cześnik rawski w 1665 roku, marszałek Trybunału Głównego Koronnego w 1684 roku.

## Życiorys
Był synem Wawrzyńca, kasztelana gostyńskiego. W 1674 roku został kasztelanem rawskim, a następnie w 1676 wojewodą rawskim. Swoją karierę zawdzięczał w pierwszym rzędzie małżeństwu z Katarzyną Olszowską kasztelanką spicymierską, rodzoną siostrą podkanclerzego koronnego, a później prymasa Andrzeja Olszowskiego, który odgrywał pierwszoplanową rolę w państwie jako kierownik polityki za panowania Michała Korybuta Wiśniowieckiego.
Poseł na sejm nadzwyczajny 1668 roku, poseł sejmiku rawskiego na sejm nadzwyczajny abdykacyjny 1668 roku. Poseł na sejm konwokacyjny 1668 roku z ziemi rawskiej. Był członkiem konfederacji generalnej zawiązanej 5 listopada 1668 roku na tym sejmie. Jako poseł na sejm konwokacyjny 1674 roku z ziemi rawskiej był członkiem konfederacji generalnej zawiązanej 15 stycznia 1674 roku na tym sejmie. Jako senator brał udział w sejmie zwyczajnym 1683 roku. Deputat z Senatu do konstytucji 1683 roku.
Jego dzieci, dzięki pozycji ojca, a zwłaszcza wpływom wuja – prymasa szybko zdobywały godności kościelne i świeckie, dzięki czemu rodzina Załuskich uzyskała w XVIII w. duże znaczenie i wpływy w Rzeczypospolitej. Spośród synów Aleksandra najbardziej znanym jest Andrzej Chryzostom, kanclerz wielki koronny i biskup warmiński. Karierze duchownej poświęcili się również dwaj młodsi synowie Aleksandra, Ludwik Bartłomiej biskup płocki i Marcin biskup pomocniczy płocki. Kolejni synowie Aleksandra pozostali w stanie świeckim. Byli to: Aleksander Józef wojewoda rawski (po ojcu), Hieronim kasztelan rawski, Franciszek Jan wojewoda czernihowski a następnie płocki. Ich przyrodni brat Karol Załuski (zm. 1735), urodzony z drugiego małżeństwa Aleksandra z Zofią Koniecpolską, osiągnął jedynie kuchmistrzostwo wielkie litewskie.